# Próti (ort i Grekland, Västra Makedonien)
Próti (Proti, Kampasnitsa) är en ort i Grekland.   Den ligger i prefekturen Nomós Florínis och regionen Västra Makedonien, i den norra delen av landet, 400 km nordväst om huvudstaden Aten. Próti ligger 687 meter över havet och antalet invånare är 120.
Terrängen runt Próti är kuperad åt sydväst, men åt nordost är den platt. Runt Próti är det ganska glesbefolkat, med 25 invånare per kvadratkilometer. Närmaste större samhälle är Florina, 4,0 km söder om Próti. Trakten runt Próti består till största delen av jordbruksmark.